# Ариго, Жозе
Жозе Педро де Фрейтас, более известный как Жозе Ариго, (18 октября 1921 года — 11 января 1971 года) — бразильский экстрасенс, хилер и хирург-самоучка. Ариго совершал свои операции простыми кухонными ножами, находясь в трансе, за что получил прозвище «Хирург ржавого ножа». Ариго утверждал, что в операциях ему помогал дух немецкого врача Адольфа Фрица (чьё существование до сих пор является неустановленным). При жизни Ариго считали «чудотворцем», однако современные исследователи называют его лишь умелым самоучкой, который вводил в заблуждение благодаря ловкости рук и умелыми манипуляциями эффекта плацебо.

## Биография
Родился на ферме, в бедной, многодетной семье. После третьего класса, он был вынужден оставить школу. В возрасте 14 лет он начал работать на шахте, где проработал 6 лет. Ничто из сказанного Ариго не было как-то документально зафиксировано в тот момент, и единственным источником тех событий остаются лишь его слова.
По его собственным словам, около 1950 года он начал страдать от сильных головных болей, бессонницы и галлюцинаций. Именно в это время к нему явился дух таинственного доктора Фрица — немецкого врача, который умер в 1918 году в Эстонии. Он якобы вошёл в незримый контакт с Жозе, и помог тому сделать несколько успешных хирургических операций. После этого Жозе взял себе псевдоним Жозе Ариго и начал ежедневно делать операции всем нуждающимся людям. Люди выстраивались к нему с самого утра, подолгу стоя в длинных очередях.
Однако он не имел медицинского образования и работал без лицензии. Это привело к тому, что в 1956 году он был осуждён за незаконную медицинскую практику. В поддержку Ариго выступали десятки его бывших пациентов, однако «чудотворец» был приговорён к тюремному заключению. Но в очень скором времени он был амнистирован президентом Бразилии Жуселину Кубичеком. Однако в 1964 году он был снова приговорён к тюремному заключению, и провёл за решёткой 8 месяцев. Он принимал больных прямо в тюрьме. Иногда его вывозили из тюрьмы, чтобы он сделал операцию какому-нибудь богатому человеку.
В 1968 году Ариго исследовал известный американский парапсихолог Андрия Пухарич. Операции Ариго были тщательно изучены и даже сняты на киноплёнку. Ариго прооперировал и самого Пухарича.
Незадолго до своей смерти Ариго заявил некоторым своим знакомым, что у него были видения, означающие, что он скоро умрёт. 11 января 1971 года погиб в автомобильной катастрофе по дороге на работу. После его смерти некоторые бразильские хилеры утверждали, что входили в контакт с доктором Фрицем.

## Критика
Роберт Тодд Кэрролл был убеждён, что Жозе Ариго был обманщиком.
Джеймс Рэнди обвинял Ариго в мошенничестве и отмечал вторичность его методов:
Одной из «невозможностей», которой удивлялся Пухарич, был часто повторяемый трюк Ариго с засовыванием лезвия ножа под веко. Похоже, Ариго делал это, чтобы произвести впечатление на пациентов своими способностями, поскольку он проделывал это независимо от того, какой была болезнь. В то время, когда я был ребенком в Торонто, там был молодой парень по имени Грей, живший на нашей улице. Каждый год, когда странствующий карнавал приезжал в город, они нанимали его в качестве «Пучеглазого 
парня», и он стоял перед глазеющей толпой, засовывая столовый нож себе под веко. Когда он выпячивал веко вверх и в сторону от глазного яблока, возникала очень сильная иллюзия, учитывая, что его глаза были навыкате, хотя это было всего лишь представление для публики. Это простой трюк, и, конечно, Пухарич расхваливал его и добавил в свою коллекцию документально подтвержденных чудес Ариго.
Научный скептик Джо Никелл придерживается схожего мнения насчёт Ариго.